# Hede Helfrich
Hede Helfrich (* 1944) ist eine deutsche Psychologin und Hochschullehrerin. Ihre Forschungsschwerpunkte sind Human Resource Management, kulturvergleichende Psychologie, psychologische Fehlerforschung und Psychologie der Zeit.

## Leben
Helfrich studierte Psychologie und Allgemeine Sprachwissenschaften an den Universitäten Heidelberg und Hamburg und erhielt den Abschluss mit der Diplomprüfung. Anschließend promovierte sie 1983 an der Universität Gießen zum Dr. phil. in Psychologie, Allgemeiner Sprachwissenschaft und Phonetik. 1989 habilitierte sie zum Dr. phil. habil. an der Universität Regensburg, wo sie von 1980 bis 1996 am Institut für Psychologie als Akademische Rätin tätig war. Von 1995 bis 1997 arbeitete sie als Professurvertretung an den Universitäten Jena und Chemnitz. An der Universität Hildesheim war sie als Lehrstuhlinhaberin für Psychologie von 1997 bis 2009 Direktorin des Instituts für Psychologie. Von 2009 bis 2012 war sie Lehrstuhlinhaberin für Interkulturelle Kommunikation an der Technischen Universität Chemnitz. Seit 2009 hat sie eine Honorarprofessur der Nishegoroder Staatlichen Universität für Architektur und Bauwesen, Nishnij Nowgorod, Russland. Am 9. Dezember 2004 wurde ihr in Nischni Nowgorod (Russland) die Ehrendoktorwürde der Nishegoroder Staatlichen Universität für Architektur und Bauwesen (NNGASU) verliehen. Seit März 2012 hat sie eine Gastprofessur an der Universität für Finanz- und Wirtschaftswissenschaften Nordostchinas(DUFE) in Dalian, China.

## Veröffentlichungen(Auswahl)
- Wissenschaftstheorie für Betriebswirtschaftler. Wiesbaden: Springer Gabler, 2016
- Kulturvergleichende Psychologie.  Berlin: Springer, 2013
- Time and Mind II: Information Processing Perspectives. Cambridge, MA: Hogrefe & Huber Publishers, 2003